# グレートウォール・クーリー
長城汽車・嘉誉 (Great Wall Cowry) は、長城汽車が生産していたミニバンである。

## 概要
2007年10月に長城汽車最初のミニバンとして発売され、初代トヨタ・ノアのコピー車として日本のプレスから批判された。エクステリアデザインのみならず、インテリアデザインや寸法に至るまでノアに酷似しており、ノアとの違いは、インパネシフトであることなどが挙げられる。
エンジンは三菱自動車製の2.0L直列4気筒4G63および2.4L直列4気筒4G69を用い、本田技研工業からもi-VTECの供給がされている。
生産は中国の保定市で行われた。